# Všeruby u Plzně
Všeruby (deutsch Wscherau, auch Scherau) ist eine Stadt in der Pilsner Region in Tschechien mit 1.017 Einwohnern  (1. Januar 2004).

## Geographie

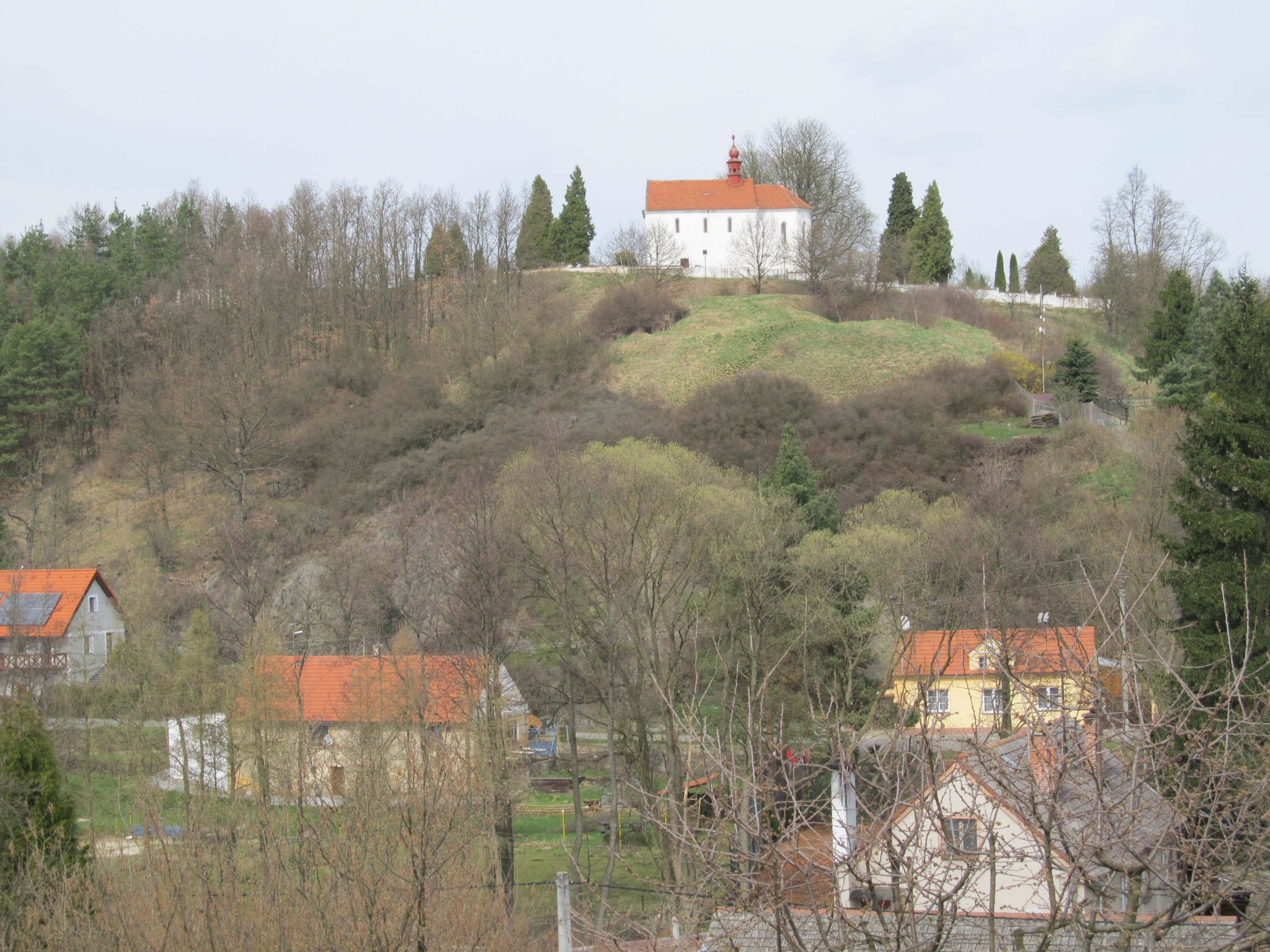
Martinsberg mit St. Martinskapelle und Wohnhäusern am Hang

Die Stadt liegt in Westböhmen am Fuße des 464 m hohen Martinova hora (Martinsberg), etwa 15 km nordwestlich von Pilsen. Sie hat eine Katasterfläche von 33,16 km².

### Gemeindegliederung
Zur Stadt Všeruby gehören die Ortsteile Chrančovice (Chräntschowitz), Chrástov (Chrast), Klenovice (Klenowitz), Kokořov (Kokorow), Popovice (Poplowitz) und Radimovice (Radlowitz).

### Nachbargemeinden
| Úněšov            | Zahrádka u Všerub                           | Kunějovice |
| Pernarec          | Kompassrose, die auf Nachbargemeinden zeigt | Nekmíř     |
| Líšťany u Stříbra | Čeminy                                      | Nevřeň     |

## Geschichte

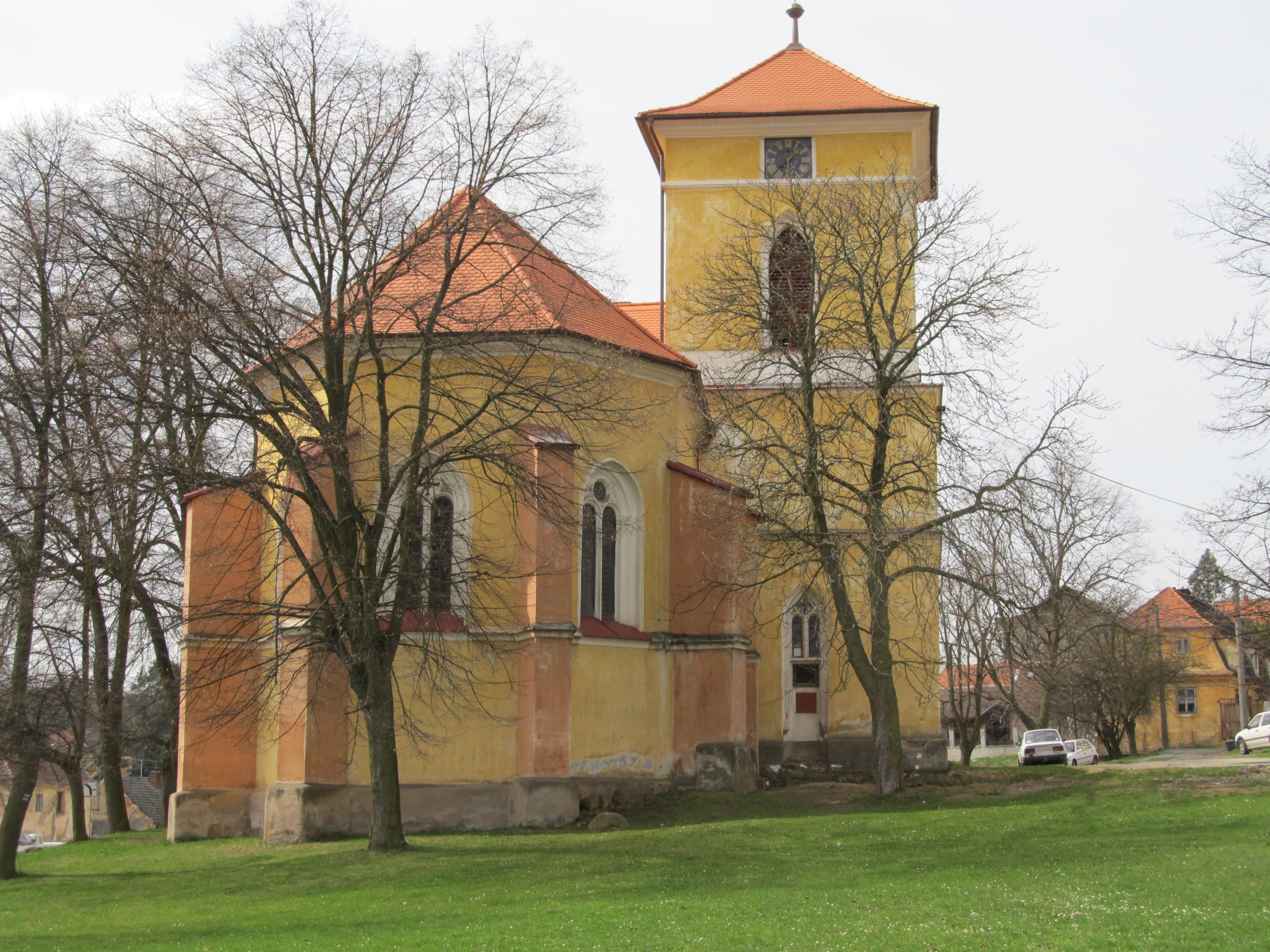
Pfarrkirche zum Heiligen Geist

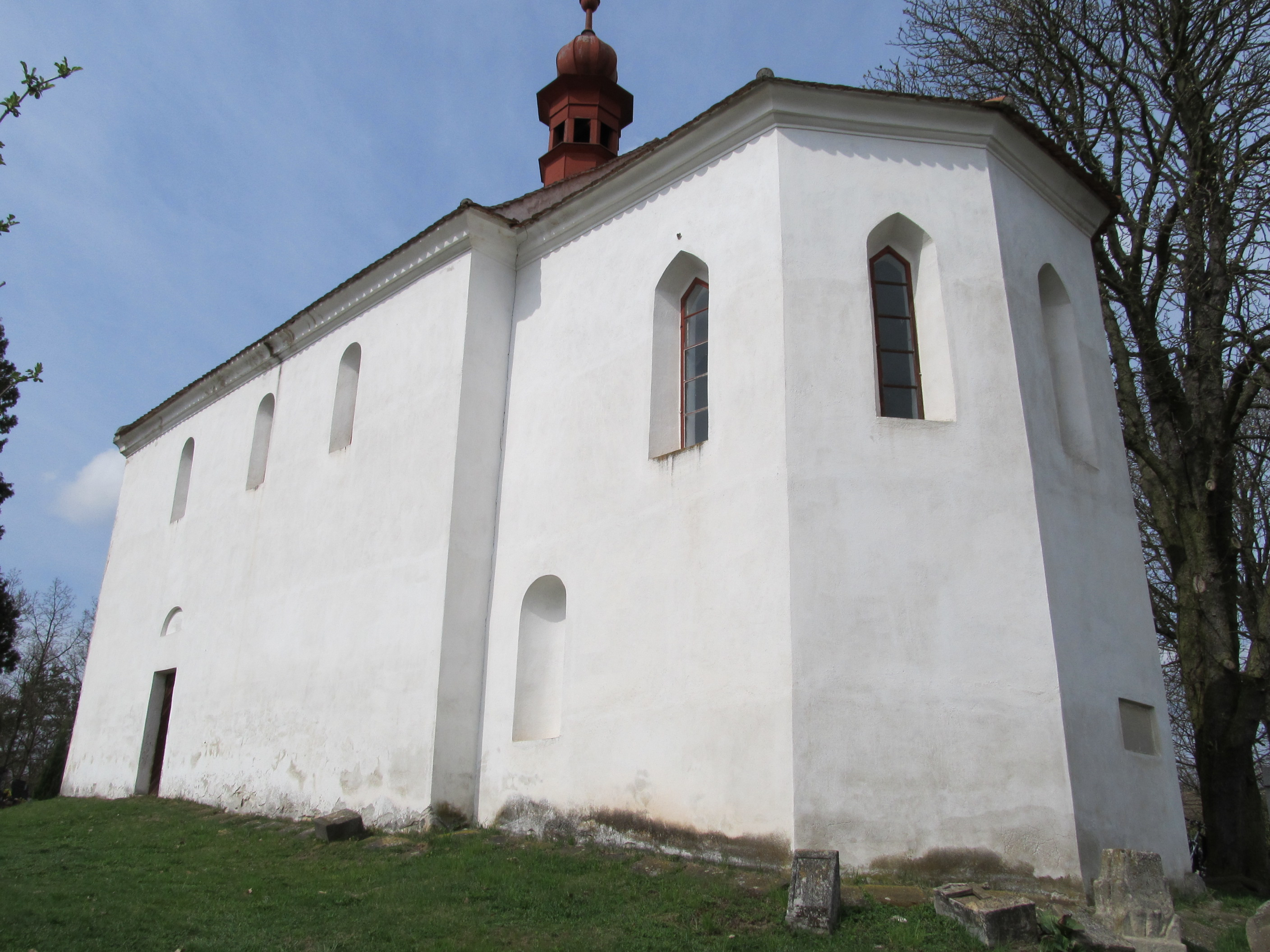
Sankt-Martins-Kapelle

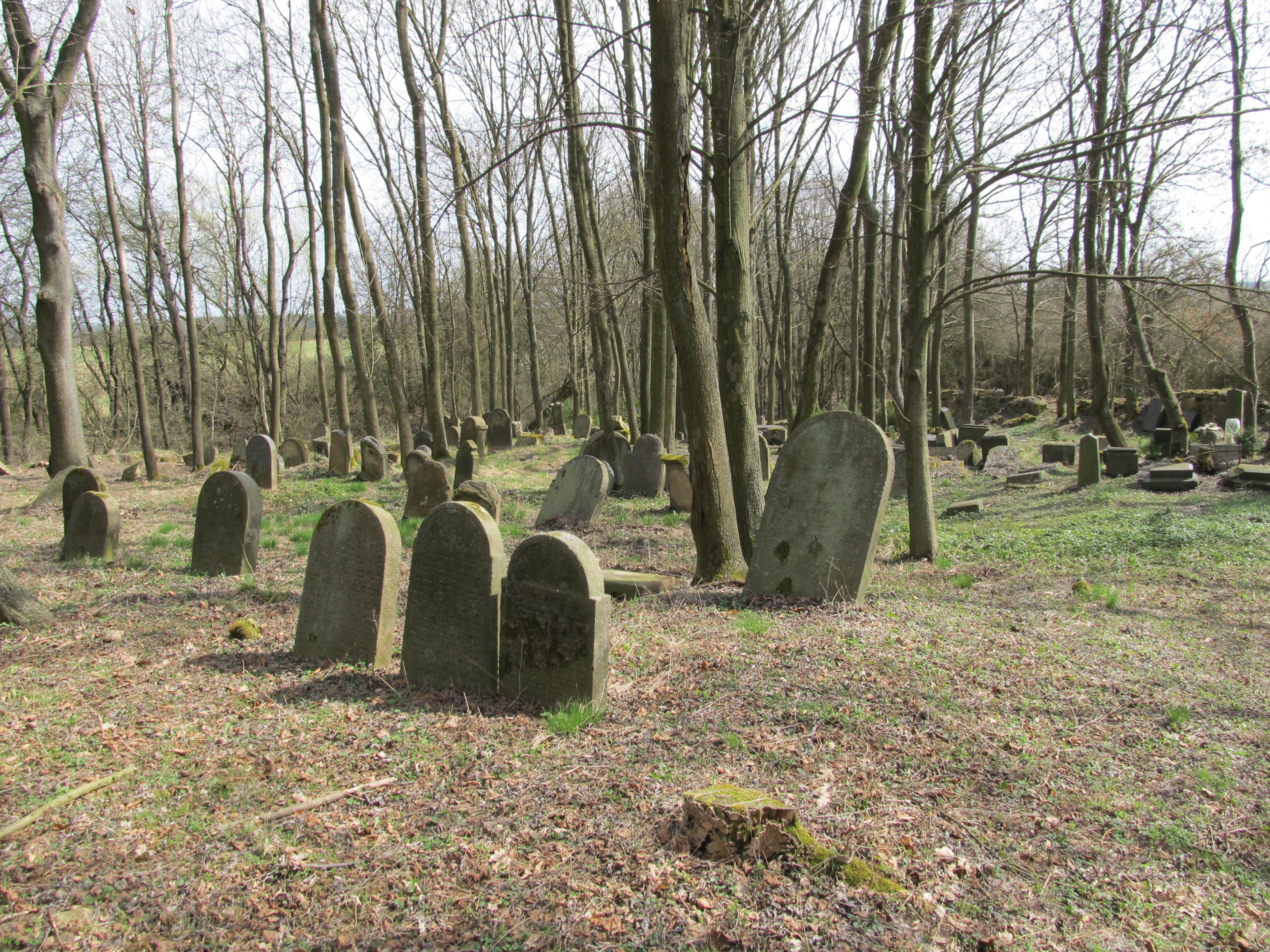
Grabsteine auf dem ehemaligen jüdischen Friedhof

Erste urkundliche Nachweise stammen aus dem Jahre 1175 und belegen den Bau der Kirche des Hl. Martin und einer Burg. 1197 wurden als Besitzer der Burg die Brüder Hrdibor und Vicemil, Verwandte des seligen Hroznata, genannt. 1269 war der Richter des Pilsner Kreises, Drslav, Burgherr. Ab 1385 gehörte die Burg Guta von Guttenstein. Die Guttensteiner hielten den Besitz bis in die zweite Hälfte des 15. Jahrhunderts. Die Burg fiel im 16. Jahrhundert wüst. Bis zur Aufhebung der Patrimonialherrschaften im Jahre 1848 gehörte Všeruby zur Herrschaft Kunějovice.
Die Heiliggeistkirche in Wscherau hatte bereits 1384, 1386 und 1411 einen eigenen Pfarrer; sie wurde 1826 teilweise erneuert. Die Sankt-Martins-Kapelle trägt die Jahreszahl 1684 und wurde 1775 erneuert.
Nach dem Ersten Weltkrieg wurde Wscherau, bis dahin ein Teil Österreich-Ungarns, der neu geschaffenen Tschechoslowakei zugeschlagen. Aufgrund des Münchner Abkommens kam der Ort 1938 zum Deutschen Reich und gehörte bis 1945 zum Landkreis Mies, Regierungsbezirk Eger, im Reichsgau Sudetenland. Nach dem Zweiten Weltkrieg wurden die deutschen Einwohner vertrieben. Infolge des Bevölkerungsrückgangs und des damit einhergehenden wirtschaftlichen Niedergangs ging das Stadtrecht verloren.
Am 29. Februar 2012 wurde Všeruby wieder zur Stadt erhoben.

### Demographie
Bis 1945 war Wscherau überwiegend von Deutschböhmen besiedelt, die vertrieben wurden.
| Jahr | Einwohner | Anmerkungen                                                                 |
| ---- | --------- | --------------------------------------------------------------------------- |
| 1785 | 0 k. A.   | 118 Häuser                                                                  |
| 1830 | 0990      | in 165 Häusern                                                              |
| 1835 | 1104      | meist deutsche Einwohner, in 169 Häusern, zehn davon von Israeliten bewohnt |
| 1921 | 1051      | davon 866 deutsche Einwohner                                                |
| 1930 | 1058      | [ 6 ]                                                                       |
| 1939 | 0934      | [ 6 ]                                                                       |

| Jahr      | 2004 1 | 2011 1 | 2017 1 |
| Einwohner | 1017   | 1183   | 1402   |

## Sehenswürdigkeiten
- Gotische Heiliggeist-Pfarrkirche aus dem 14. Jahrhundert
- Sankt-Martins-Kapelle auf dem Friedhof am Martinsberg, zuerst errichtet 1175; sie trägt die Jahreszahl 1684 und wurde 1775 erneuert.[3]
- Gräben und Wälle der ehemaligen Burganlage bei der Sankt-Martins-Kapelle auf dem Martinsberg

## Bekannte Bürger
- Franz Metzner (1870–1919), österreichischer Bildhauer
- Josef Eisenmeier (1871–1926), österreichischer Philosoph, Psychologe, Hochschullehrer, Philologe und Schriftsteller
- Augustin Popp (1873–1943), Pseudonym Heinrich Suso Waldeck, österreichischer Schriftsteller
- Alfred Görgl (1908–2002), Lehrer und Lyriker
- Franz Penkert (1912–1999), Redemptoristen-Pater
- Carola Braunbock (1924–1978), deutsche Schauspielerin
- Klaus-Peter Köhler (* 1943), deutscher Politiker